# Pierre Fulke
Pierre Fulke (Nyköping, 21 februari 1971) is een Zweedse voormalig golfprofessional en golfbaanarchitect.

## Amateur
Pierre heeft geen lange amateurstijd gehad, maar behaalde drie nationale titels.

### Overwinningen
- 1986: Nationaal kampioenschap heren en jeugd
- 1987: Nationaal kampioenschap heren en jeugd
- 1988: Nationaal kampioenschap heren en jeugd

### Teamdeelnames
- Jacques Leglise Trophy: 1988

## Professional
Fulke werd in 1989 professional, hij speelde in 1991 en 1992 op de Europese Challenge Tour en daarna twaalf jaar lang op de Europese PGA Tour. Zijn eerste overwinning op de Europese Tour was de Trophée Lancôme in september 1999, een jaar later won hij het PGA Kampioenschap in Schotland waarna hij hoog genoeg op de rangorde stond om mee te mogen doen aan de Volvo Masters, die hij vervolgens won met een score van -16. Door het winnen van de Volvo Masters kreeg hij vijf jaar speelrecht dus tot eind 2005. Hij eindigde op nummer 12 van de Oder of Merit en stond in de top-50 van de wereldranglijst.
In 2002 won hij met het Europese team de Ryder Cup.
In 2006 had hij blessures en miste veel toernooien, in 2007 kondigde hij aan dat hij zich ging toeleggen op het ontwerpen van golfbanen.

### Overwinningen
| Jaar | Toernooi                 | Tour              |
| ---- | ------------------------ | ----------------- |
| 1992 | Audi Quattro Trophy      | Challenge Tour    |
| 1992 | Stiga Open               | Challenge Tour    |
| 1999 | Trophée Lancôme          | Europese PGA Tour |
| 2000 | Schots PGA Kampioenschap | Europese PGA Tour |
| 2000 | Volvo Masters            | Europese PGA Tour |
| 2002 | Ryder Cup                | -                 |

### Resultaten op deMajors
| Major                 | 1989 | 1990 | 1991 | 1992 | 1993 | 1994 | 1995 | 1996 | 1997 | 1998 | 1999 | 2000 | 2001   | 2002 | 2003 | 2004 | 2005 | 2006 | 2007 |
| --------------------- | ---- | ---- | ---- | ---- | ---- | ---- | ---- | ---- | ---- | ---- | ---- | ---- | ------ | ---- | ---- | ---- | ---- | ---- | ---- |
| Masters Tournament    |      |      |      |      |      |      |      |      |      |      |      |      | CUT    |      |      |      |      |      |      |
| U.S. Open             |      |      |      |      |      |      |      |      |      |      |      |      | Opgave |      |      |      |      |      |      |
| The Open Championship |      |      |      |      |      | CUT  |      |      | CUT  |      | T30  | T7   | T62    | T28  | T15  |      |      |      |      |
| PGA Championship      |      |      |      |      |      |      |      |      |      |      |      |      | CUT    | T10  | CUT  |      |      |      |      |

CUT = miste de cut halverwege

### Resultaten op deWorld Golf Championships
| Toernooi          | 1999 | 2000 | 2001 | 2002 | 2003 | 2004 | 2005 | 2006 | 2007 |
| ----------------- | ---- | ---- | ---- | ---- | ---- | ---- | ---- | ---- | ---- |
| WGC Kampioenschap |      | T42  |      |      |      |      |      |      |      |
| WGC Matchplay     |      |      | 2    | R64  |      |      |      |      |      |
| WGC Invitational  |      |      | T17  | T42  | T67  | T75  |      |      |      |

CUT = miste de cut halverwege